# جون والش (سياسي)
جون والش (بالإنجليزية: John Walsh)‏ هو سياسي أيرلندي، ولد في 1842 في مقاطعة غالواي في جمهورية أيرلندا. انتخب عضو المجلس التشريعي ولاية كوينزلاند.